# Баргман, Валентин
Валентин Баргман (англ. Valentine Bargmann; 6 апреля 1908, Берлин — 20 июля 1989, Принстон, Нью-Джерси) — американский математик и физик-теоретик.
Известен своими трудами в области квантовой механики, соавтор Альберта Эйнштейна. Член Национальной академии наук США (1979).

## Биография
Валентин (среди коллег известный как Валя) Баргман родился в Берлине в семье еврейских иммигрантов из России: его отец, управляющий табачной фабрикой Абрам Дувидович (Давидович) Баргман (1879—1944) происходил из Кишинёва, мать Рейзя (Роза) Яковлевна Баргман (в девичестве Розенблат, 1882—?) была уроженкой Одессы. Там же окончил школу и поступил в Берлинский университет (1925—1933).
С приходом к власти нацистов в 1933 году семья покинула Германию: родители уехали в Каунас (Литва), а Валентин продолжил учёбу в Цюрихском университете и Высшей технической школе. Закончив аспирантуру в 1936 году, он вернулся к родителям в Каунас, где получил американскую визу и летом 1937 года стал сотрудником Института перспективных исследований в Принстоне. Здесь он вскоре присоединился к группе Альберта Эйнштейна и некоторое время был его секретарём. Оставшиеся в Литве родители были депортированы во время немецкой оккупации (отец погиб в концлагере Дахау).
Известен своими работами по теории представлений (1947), линейным представлениям групп Лоренца, а также уравнениями Баргмана-Вигнера (с Юджином Вигнером, 1948), теоремами Баргмана (1954) и Баргмана-Вигнера (1954), уравнением Баргмана-Мишеля-Телегди (1959), границей Баргмана (1952), пространством Сегала-Баргмана (1961), в том числе ядром Баргмана (1971). Автор совместных работ с М. Мошинским (оператор Баргмана-Мошинского), В. Телегди и другими.
Награждён медалями имени Макса Планка (1988) и Вигнера (1978). Почётный член Американской академии искусств и наук (1968).

## Семья
Жена — Соня (Софи) Гольдберг Баргман (англ. Sonja (Sophie) Goldberg Bargmann, урождённая Софья Захаровна Гольдберг; 1912—1988), химик, переводчица научной литературы, в том числе трудов А. Эйнштейна, автор монографии «Untersuchungen über den Einfluss nichtabsorbierender Salze auf das Absorptionsspektrum des Violurations» (1949). Её отец, Захар Гольдберг (нем. Zacharias Goldberg), был известным химиком, чья диссертация посвящена исследованию галохромизма («Beitrag zur Kenntnis der Halachromieer-Scheinungen», Цюрих, 1912). Супруги Баргман завещали свою коллекцию немецких экспрессионистов художественному музею Принстонского университета (1990); коллекция, которую собрал тесть учёного Захар Гольдберг, включает работы Василия Кандинского и Кристиана Рольфса.